# 十帖源氏
『十帖源氏』（じゅうじょうげんじ）は、江戸時代初期に成立した『源氏物語』の絵入りの梗概書である。

## 概要
本書は絵入りの版本の形をとった源氏物語の梗概書であり、「十帖源氏」の名称は全10巻であることによる。俳人野々口立圃（1595年 - 1669年）の作。1654年（承応3年）ごろの成立と見られ、1661年（万治4年）付けの荒木利兵衛による刊記を持った版本が存在する。婦女子のために平易に俗訳した絵入本として、野々口立圃自身による130図に及ぶ古雅な挿絵を添えてあり、親しみやすいものとなっている。本文の巻末には六条院・二条院の図、登場人物系図、さらに立圃の跋を付している。歌を引用することが多く、源氏物語本文に含まれている和歌をほとんどとりあげている。立圃は、内容を更に簡略にした姉妹編ともいえる『おさな源氏』も著している。 
本文はこの当時としては一般的で有力なものであり版本としても刊行されていた青表紙本の三条西家本系統のものであり、中でも無跋無刊記整版本との近似性が指摘されている。

## 構成
- 第一巻 桐壺、帚木、空蝉
- 第二巻 夕顔、若紫、末摘花、紅葉賀、花宴、葵
- 第三巻 賢木、花散里、須磨、明石、澪標、蓬生、関屋、絵合
- 第四巻 松風、薄雲、朝顔、少女
- 第五巻 玉鬘、初音、胡蝶、蛍、常夏、篝火、野分、行幸、藤袴、真木柱
- 第六巻 梅枝、藤裏葉、若菜上、若菜下
- 第七巻 柏木、横笛、鈴虫、夕霧、御法、幻、匂宮、紅梅、竹河
- 第八巻 橋姫、椎本、総角
- 第九巻 早蕨、宿木、東屋、浮舟
- 第十巻 蜻蛉、手習、夢浮橋

## 影印本
- 野々口立圃著『十帖源氏 上』古典文庫第507冊、1989年
- 野々口立圃著『十帖源氏 下』古典文庫第512冊、1989年
- 中野幸一編『源氏物語資料影印集成 11 野々口立圃著 十帖源氏 1‐6』早稲田大学出版部、1990年（平成2年）10月 ISBN 4-657-90016-1
- 中野幸一編『源氏物語資料影印集成 12 野々口立圃著 十帖源氏 7‐10』早稲田大学出版部、1990年（平成2年）11月 ISBN 4-657-90017-X

## インターネット上での公開
本書の本文や現代語訳などについて、ネット上での公開が進められている。
- 『十帖源氏　桐壺』の翻刻本文と現代語訳の公開
- 『源氏物語』を海外の方々へ『十帖源氏　帚木』の資料公開
- 『源氏物語』を海外の方々へ『十帖源氏　空蝉』の資料公開
- 『源氏物語』を海外の方々へ『十帖源氏　夕顔』の資料公開
- 多言語翻訳のための『十帖源氏　若紫』の資料公開
- 多言語翻訳のための『十帖源氏　末摘花』の資料公開
- 多言語翻訳のための資料公開『十帖源氏　紅葉賀』
- 多言語翻訳のための『十帖源氏　花宴』

## その他の十帖源氏
- 後土御門天皇による玉鬘十帖の注釈書[3][4]
- 国立国会図書館所蔵の写本のみが確認されている版本「十帖源氏」大きく内容の異なる5冊本。これも野々口立圃によるものと伝えられており、版本「十帖源氏」の原形になったものではないかと考えられている[5]。